# Jay Laga’aia

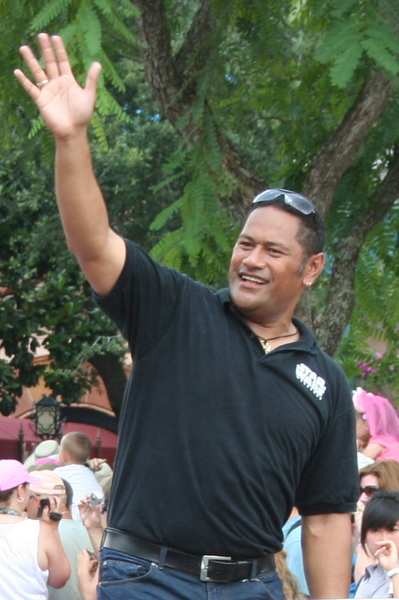
Jay Laga’aia (2009)

Jay Laga’aia (* 10. September 1963 in Auckland) ist ein neuseeländisch-australischer Schauspieler.

## Leben
Jay Laga’aia entstammt einer Großfamilie samoanisch-polynesischer Herkunft und wuchs in South Auckland auf. Er hat noch acht weitere Geschwister, beziehungsweise Halbgeschwister.
Mitte der 1980er Jahre begann Laga’aia erstmals als Schauspieler aktiv zu werden und hatte erste Rollen in verschiedenen Fernsehserien. Dazu zählen überwiegend neuseeländische und australische Produktionen wie Xena – Die Kriegerprinzessin (1995–1998), Water Rats – Die Hafencops (1996–2001), All Saints (2005–2006) und McLeods Töchter (2007).
Als Filmdarsteller hatte er zum ersten Mal im Fantasyfilm Der Navigator (1988) eine Nebenrolle. Seine wohl bekannteste Filmrolle ist die des Captain Typho, die er in Star Wars: Episode II – Angriff der Klonkrieger (2002) und Star Wars: Episode III – Die Rache der Sith (2005) verkörperte.
Von 2008 bis 2009 spielte er in der Fantasyserie Legend of the Seeker – Das Schwert der Wahrheit die Rolle des Chase. Von 2010 bis 2012 war er zudem in der australischen Seifenoper Home and Away wiederkehrend in der Rolle des Elijah Johnson zu sehen.
2017 nahm er an der dritten Staffel der australischen Fernsehshow I’m a Celebrity…Get Me Out of Here! teil.
Laga’aia ist seit 1990 mit Sandra Jane, einer gebürtigen Britin, verheiratet und Vater von insgesamt acht Kindern. Sein ältester Sohn stammt aus einer früheren Beziehung. Er besitzt mittlerweile neben der neuseeländischen auch die australische Staatsbürgerschaft und lebt mit seiner Familie während der drehfreien Zeit in der Nähe von Sydney.

## Filmografie (Auswahl)
- 1984–1986: Heroes (Fernsehserie, 14 Folgen)
- 1988: Never Say Die
- 1988: Der Navigator (The Navigator – A Medieval Odyssey)
- 1992: The Other Side of Paradise
- 1993: Soldier Soldier (Fernsehserie, 2 Folgen)
- 1994: High Tide – Ein cooles Duo (High Tide, Fernsehserie, 1 Folge)
- 1995: Geheimnisvolle Insel (Mysterious Island, Fernsehserie, 3 Folgen)
- 1995–1998: Xena – Die Kriegerprinzessin (Xena: Warrior Princess, Fernsehserie, 3 Folgen)
- 1996–2001: Water Rats – Die Hafencops (Water Rats, Fernsehserie, 149 Folgen)
- 1998: Tales of the South Seas (Fernsehserie, 1 Folge)
- 1998: The Violent Earth (Miniserie)
- 2000: Green Sails
- 2000–2003: Street Legal (Fernsehserie, 52 Folgen)
- 2002: Star Wars: Episode II – Angriff der Klonkrieger (Star Wars: Episode II – Attack of the Clones)
- 2005: Star Wars: Episode III – Die Rache der Sith (Star Wars: Episode III – Revenge of the Sith)
- 2005–2006: All Saints (Fernsehserie, 2 Folgen)
- 2006: Solo
- 2007: McLeods Töchter (McLeod’s Daughters, Fernsehserie, 1 Folge)
- 2008: Die Insel der Abenteuer (Nim’s Island)
- 2008: Zombies! Zombies! Zombies!
- 2008: Bed of Roses (Fernsehserie, 6 Folgen)
- 2008: The Strip (Fernsehserie, 1 Folge)
- 2008–2009: Legend of the Seeker – Das Schwert der Wahrheit (Legend of the Seeker, Fernsehserie, 14 Folgen)
- 2008–2009: Larry the Lawnmower (Fernsehserie, 65 Folgen)
- 2009: Lightwswitch
- 2009: Daybreakers
- 2010–2012: Home and Away (Fernsehserie, 167 Folgen)
- 2012: The Unbroken (Stimme)

## Belege
1. ↑  Jay Laga’aia sent packing from the South African jungle on I'm A Celebrity … Get Me Out Of Here!, 20. Februar 2017, www.news.com.au

| Personendaten    | Personendaten                             |
| ---------------- | ----------------------------------------- |
| NAME             | Laga’aia, Jay                             |
| KURZBESCHREIBUNG | neuseeländisch-australischer Schauspieler |
| GEBURTSDATUM     | 10. September 1963                        |
| GEBURTSORT       | Auckland, Neuseeland                      |